# DeGanahl-Gletscher
Der DeGanahl-Gletscher ist ein schmaler und steilwandiger Gletscher in der antarktischen Ross Dependency. Im Königin-Maud-Gebirge fließt er vom Jones Peak in südöstlicher Richtung zur Westflanke des Liv-Gletschers gegenüber dem June-Nunatak.
Der US-amerikanische Polarforscher Richard Evelyn Byrd entdeckte und fotografierte den Gletscher bei seinem Südpolflug im November 1929 im Rahmen seiner Byrd Antarctic Expedition (1928–1930). Byrd benannte ihn nach Joe DeGanahl (1902–1943), Navigator und Hundeschlittenführer der Unterstützungsmannschaft bei dieser Forschungsreise.